# 히가시후타미촌
히가시후타미촌(東二見村)은 미에현 와타라이군에 있던 촌이다.

## 역사
- 1889년 4월 1일 - 정촌제 시행에 의해 와타라이군 히가시후타미촌이 성립하였다.
- 1908년 5월 1일 - 미나미후타미촌과 합병해 후타미정이 성립하여, 동일 히가시후타미촌은 폐지되었다.

## 교통

### 철도
구촌역에 산구선 후타미노우라역 마쓰시타역 이케노우라시사이드역이 정차하지만 당시엔 미개통

## 참고문헌
- 角川日本地名大辞典 24 三重県